# Hypena calligraphalis
Hypena calligraphalis là một loài bướm đêm trong họ Erebidae.